# 19P/Борелли
Комета Борелли (19P/Borrelly) — короткопериодическая комета из семейства Юпитера, которая была открыта 28 декабря 1904 года французским астрономом Альфонсом Борелли в Марсельской обсерватории, когда комета медленно двигалась по созвездию Кита. Она была описана как диффузный объект около до 2 угловых минут в поперечнике с центральной конденсацией. В 2001 году комета стала объектом исследования для космического зонда Deep Space 1. Комета обладает довольно коротким периодом обращения вокруг Солнца — чуть более 6,8 года.
- Орбита кометы Борелли и её положение в Солнечной системе

## История наблюдений
Комета активно наблюдалась в январе 1905 года, когда достигла максимальной яркости в 9,0 m звёздных величин, при этом размер комы составлял около 2 угловых минут, а длина хвоста достигала 10 угловых минут. Комету наблюдали вплоть до 25 мая, когда её блеск упал ниже 14,5 m. В начале февраля была рассчитана первая эллиптическая орбита кометы, согласно которой комета прошла перигелий 17 января на расстоянии 1,395 а. е. от Солнца и обладала периодом обращения 6,91 года. Основанный на этих расчётах прогноз даты возвращения позволил 20 сентября 1911 года восстановить комету. Она была обнаружена с магнитудой 13,0 m. Благодаря тесному сближению с Землёй до 0,53 а. е. в декабре 1911 года, максимальная яркость кометы достигла 8,4 m при длине хвоста в 30 ' угловых минут.
Анализ траектории движения кометы позволил установить, что комета была выведена на орбиту своего открытия серией умеренных сближений с Юпитером в течение XIX века, а именно в 1817, 1853 и 1889 годах. При этом орбитальный период кометы (на момент открытия 6,9 года) был выверен с движением Земли так, что каждое последующее прохождение кометы перигелия происходило на месяц раньше предыдущего. Это привело к тому, что возвращения 1904, 1911 и 1918 годов, были всё более благоприятными, в то время как все последующие, наоборот, становились всё хуже. Так максимальная яркость при возвращении 1925 года составляла 10,0 m, в то время как в 1932 году она достигала уже только 11,0 m.
Очередное сближение с Юпитером в 1936 году увеличило период ровно до 7 лет, что привело к тому, что в течение двух последующих возвращений в 1939 и 1946 годах комета обречена была возвращаться в самое неудобное для её наблюдения время. В следующий раз комету с магнитудой 18,5 m удалось обнаружить на вечернем небе в 1953 году, спустя 7 месяцев после прохождения перигелия, когда она достаточно далеко удалилась от Солнца. Условия для наблюдения в 1960 и 1967 годах тоже были очень тяжёлыми, но её всё же удавалось обнаруживать, что давало столь необходимые данные для уточнения орбиты.
В 1972 году ещё одно сближение с Юпитером сократило период обращения до 6,8 года и, хотя в 1974 году комета достигала яркости лишь 18,0 m, всё же вырвало комету из череды неудачных возвращений, — в 1981 году, впервые за несколько десятилетий, яркость кометы превысила 8,7 m, а длина хвоста достигала 1°. Возвращение 1987 года во многом было похоже на год её открытия: яркость 7,5 m, диаметр комы 10 угловых минут при длине хвоста в 45 угловых минут. В 1994 году яркость достигла 8,0 m.

### Миссия Deep Space 1
Возвращение 2001 года также стало весьма благоприятным — видимая яркость кометы для земного наблюдателя достигла магнитуды 9,5 m, но это стало не единственным и не самым главным событием этого года. 22 сентября 2001 рядом с ядром кометы на расстоянии всего в 2170 км пролетел космический аппарат Deep Space 1. Несмотря на неисправность системы ориентации, Deep Space 1 передал на Землю лучшие (на тот момент) изображения ядра кометы и другие научные данные о ней. Оказалось, что ядро кометы имеет неправильную форму, напоминающую кеглю, и размеры 8 х 4 км. Зонду удалось зафиксировать резко очерченную струю газа, вырывающуюся из под поверхности на высоту около 60 км в направлении Солнца. При дальнейшем приближении к ядру зонд обнаружил, что эта струя состоит из трёх отдельных струй, бьющих из ярких гладких пятен на поверхности ядра. Из снимков было видно, что они исходит вдоль оси вращения кометы, что в конечном итоге может привести к её разрушению.

## Сближение с планетами
В XX веке комета испытала шесть тесных сближений с Землёй и два с Юпитером. В XXI веке ожидается ещё два близких пролёта рядом с Землёй и один с Юпитером.
- 0,89 а. е. от Земли 4 декабря 1904 года (способствовало открытию кометы);
- 0,51 а. е. от Земли 7 декабря 1911 года;
- 0,48 а. е. от Земли 7 декабря 1918 года;
- 0,97 а. е. от Земли 14 декабря 1925 года;
- 0,54 а. е. от Юпитера 26 марта 1936 года;
  - увеличение расстояния перигелия с 1,39 а. е. до 1,44 а. е.;
  - увеличение орбитального периода с 6,87 до 6,98 года;
- 0,61 а. е. от Юпитера 6 февраля 1972 года;
  - уменьшение расстояния перигелия с 1,45 а. е. до 1,32 а. е.;
  - уменьшенный орбитальный период с 6,99 до 6,76 лет;
- 0,48 а. е. от Земли 7 декабря 1987 года;
- 0,62 а. е. от Земли 5 декабря 1994 года;
- 0,44 а. е. от Юпитера 14 мая 2019 года;
  - уменьшение расстояния перигелия с 1,35 а. е. до 1,31 а. е.
  - уменьшение орбитального периода с 6,83 до 6,57 лет
- 0,41 а. е. от Земли 6 декабря 2028 года;
- 0,62 а. е. от Земли 2 декабря 2035 года.